# Етелвино Вега
Етелвино Вега Мартинес (на испански: Etelvino Vega Martínez) е испански комунист и полковник от Гражданската война в Испания.

## Биография
През 1931 г. е член на централния комитет на Комунистическата партия на Испания. През 1932 г., след неуспешния преврат на Санхурхо, той подкрепя правителството на Втората испанска република против волята на Коминтерна. Вега и останалите членове на централния комитет са изключени от партията. Живее известно време в Съветския съюз и по-късно се завръща в Испания.
След избухването на Гражданската война в Испания се бие с Пети полк на фронта на Сомосиера и по-късно в Народната армия в битката за Гуадалахара. След това ръководи 34-та дивизия от 18-и армейски корпус на Ередия в битката при Теруел и 12-и армейски корпус в битката при Ебро. През март 1939 г. е назначен за военен командир на Аликанте, но по време на преврата на Касадо на 6 март Вега е арестуван от поддръжници на Касадо. След края на войната е заловен от националистите, затворен в концентрационния лагер Албатера и екзекутиран през ноември 1939 г. Той оставя носната си кърпа на един от съкилийниците си, като го моли за последна услуга: „Това е всичко, което имам, дай го на жена ми“.